# Olivia Moore
Olivia Moore (Liv Moore) é uma personagem fictícia da série iZombie, sendo interpretada por Rose McIver na The CW. a personagem é bem diferente da protagonista da história em quadrinhos de mesmo nome em que a série de TV é baseada.

## Biografia

### Série de TV
Ela é uma estudante de medicina que morreu e acordou como uma zumbi. Como resultado, ela tem de se alimentar de cérebros uma vez por mês para sobreviver. Ela aceitou um emprego no escritório do legista, para ter acesso aos cérebros que ela precisa. Com cada cérebro comido ela absorve novas memórias e habilidades. Então, ela começa a resolver as mortes das vítimas cujos cérebros ela comeu, com a ajuda do seu chefe Dr. Ravi Chakrabarti, o único que sabe o seu segredo. Ela também ajuda o detective Clive Babineaux, que pensa que essas visões que Liv tem são poderes psíquicos.